# Nikolaj Koeznetsov

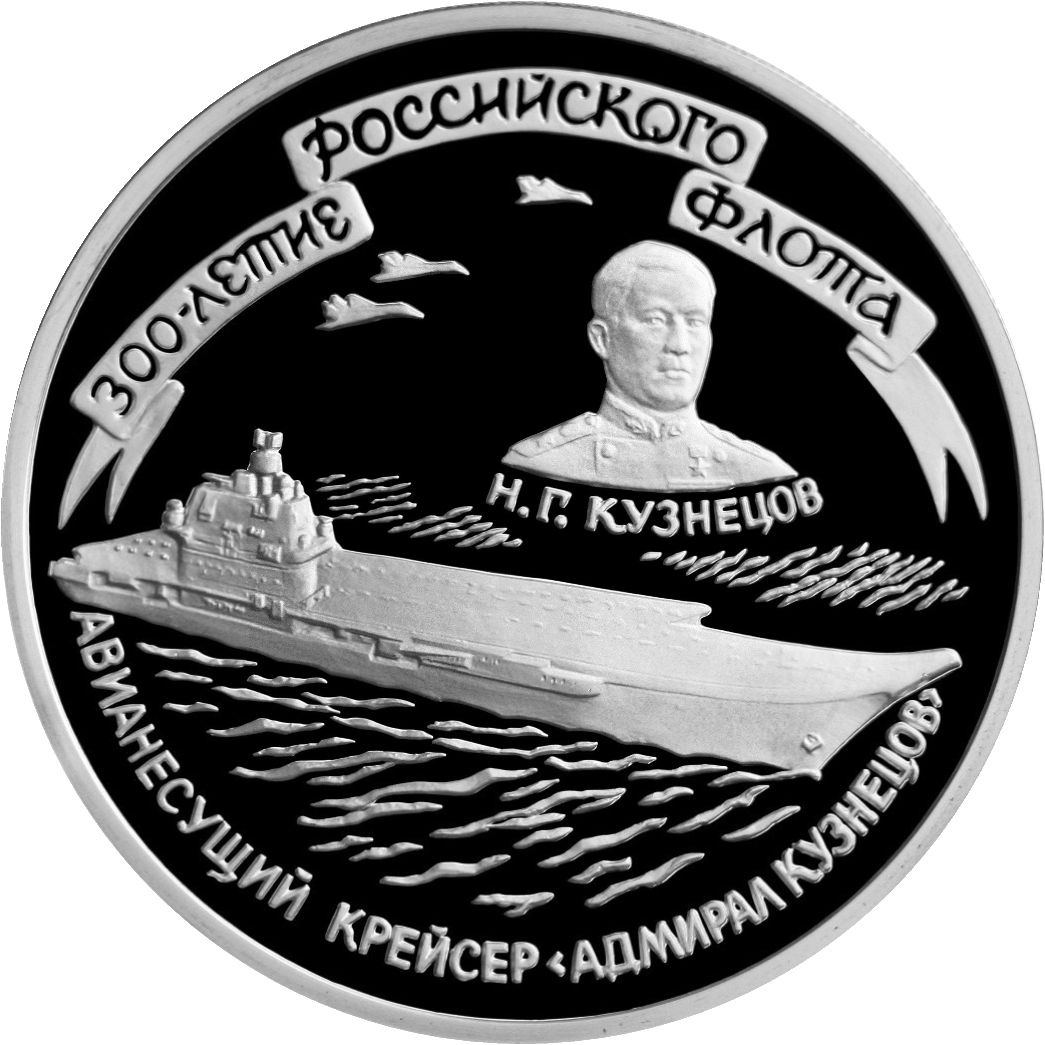

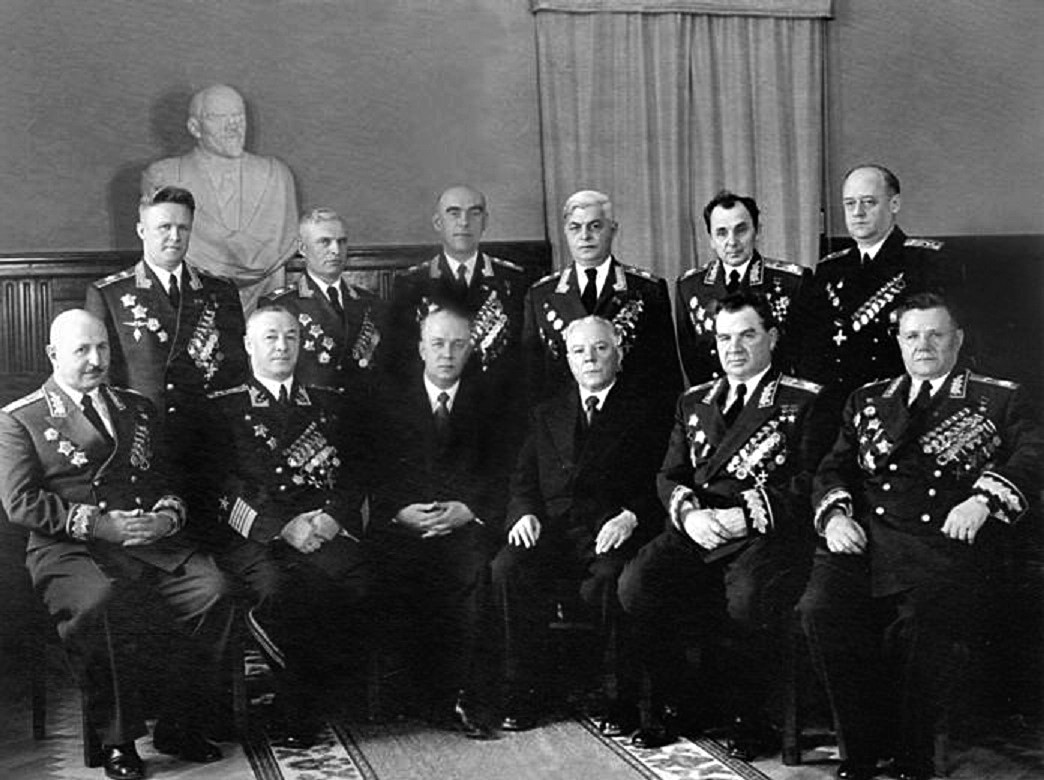
Uitreiking van maarschalksterren in het Kremlin in 1955. Van links naar rechts: zittend: Ivan Bagramjan, Nikolaj Koeznetsov, Nikolaj Pegov, Kliment Vorosjilov, Vasili Tsjoejkov, Andrej Jerjomenko, staand: Sergej Roedenko, Vasili Kazakov, Vladimir Soedets, Sergej Varentsov, Kirill Moskalenko, Ivan Isakov.

Nikolaj Gerasimovitsj Koeznetsov (Russisch: Николай Герасимович Кузнецов) (Medveki, oblast Archangelsk, 24 juli 1904 – Moskou, 6 december 1974) was een Russische admiraal en minister van de vloot gedurende de Tweede Wereldoorlog.

## Jeugd

### Algemeen
Nikolaj Koeznetsov zag het levenslicht in Noord-Rusland. Op 15-jarige leeftijd ging hij naar de vlootacademie in de Noordelijke Dvina. In 1924 werd hij lid van de communistische partij van de Sovjet-Unie.

### Groei naar macht
Nadat hij afgestuurd was aan de Froenze-academie in 1926, diende hij op de slagkruiser Tjservona Oekraïna, eerst als gewone onderofficier, later als eerste luitenant.
Na deze succesvolle beklimming van de officiersladder (onder meer als uitvoerend officier op de Krasny Kavkaz en als commandant van de Tjservona Oekraïna) werd hij benoemd tot vlootattaché in Spanje, tijdens de Spaanse Burgeroorlog van 1936-1937.

## Tweede Wereldoorlog
Admiraal Koeznetsov was de enige belangrijke Sovjetofficier die voorbereid was om een Duitse aanval tegen te houden. Hoewel Zjoekov en Timosjenko de strijdkrachten uitdrukkelijk verboden hadden te reageren op Duitse provocaties, viel de vloot daar niet onder.
De jaren die volgden op de Duitse aanval, was Koeznetsov vooral bezig met het beschermen van de kusten van de Kaukasus tegen een Duitse inval.

## Val

### Eerste Val
Van 1946 tot 1947 was Koeznetsov minister van de vloot en minister van de strijdkrachten.
In 1947 werd hij op Stalins bevel verwijderd van zijn ambt en in 1948 voor de krijgsraad gedaagd. Zijn straf werd beperkt tot een degradatie tot viceadmiraal in plaats van enkele jaren in de Goelag.
In 1951 hief Stalin de straf van Koeznetsov op en benoemde hem opnieuw tot opperbevelhebber van de vloot. Na de dood van Stalin werd hem ook zijn rang van admiraal teruggegeven. In dat jaar werd hij ook Minister van de Vloot. In 1955 ten slotte werd hij Admiraal van de Vloot en benoemd tot Maarschalk van de Sovjet-Unie.

### Pensioen
Deze benoemingen brachten hem opnieuw in conflict met veldmaarschalk Zjoekov. Op 8 december 1955 werd hij naar aanleiding van het verlies van de Novorossiejsk in Sebastopol ontslagen. Het jaar daarop was hij wederom viceadmiraal, op pensioen gestuurd en had hij het verbod gekregen ooit nog werk te doen dat met de vloot in verband stond.
Tijdens zijn pensioen schreef hij nog vele werken over de vloot en de oorlog.
Hij overleed op 6 december 1974 te Moskou en ligt er begraven op de Novodevitsji-begraafplaats.

## Eerherstel
Na de terugtrekking van Zjoekov in 1958 en Nikita Chroesjtsjov in 1964, voerden enkele hoge officieren een campagne om hem in ere te herstellen. Deze verzoeken werden echter geweigerd door Koeznetsovs opvolger Gorsjkov. In 1988 werd hij ten slotte wel in ere hersteld.
Sinds 1990 is het vlaggenschip en het enige vliegdekschip van de Russische Marine de Admiraal Koeznetsov.
- Biblioteca Nacional de España: XX990985
- Bibliothèque nationale de France: cb16675061w (data)
- Gemeinsame Normdatei: 118568302
- International Standard Name Identifier: 0000 0001 1453 4108
- Library of Congress Control Number: n87912446
- Nationale Bibliotheek van Letland: 000248953
- Nationale Bibliotheek van Tsjechië: jo2003168057
- Nationale Bibliotheek van Polen: a0000001274319
- Nederlandse Thesaurus van Auteursnamen: 153354097
- SNAC: w6796dh2
- Système universitaire de documentation: 121992667
- Virtual International Authority File: 100383287
- WorldCat: E39PBJdCm7XwvfhDVx3yThXrv3